# Zelený potok (přítok Moravy)
Zelený potok (německy Grünbach) je potok v okrese Šumperk v Olomouckém kraji v České republice. Délka toku je přibližně 6,5 km.

## Průběh toku

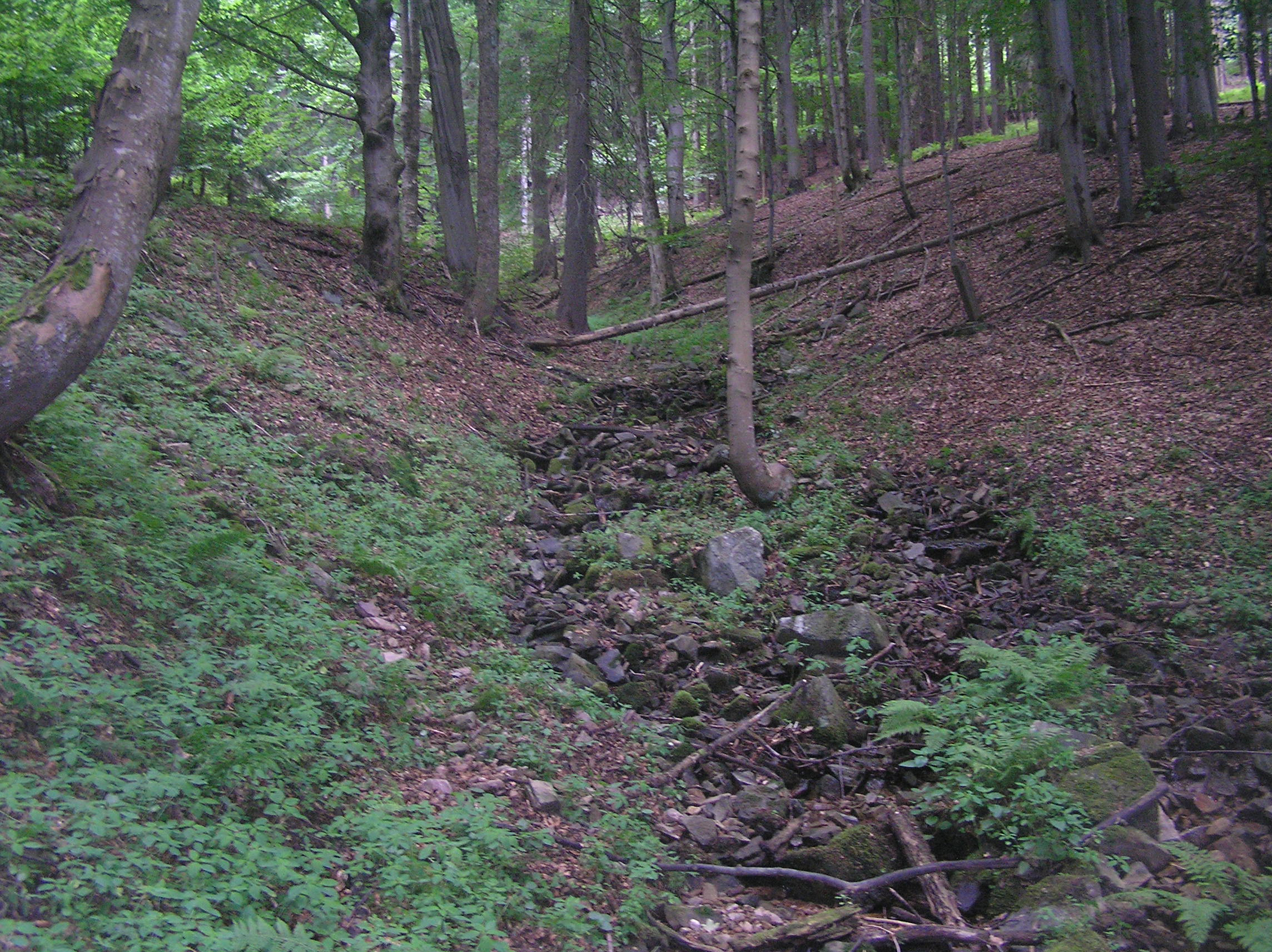
Zelený potok v horní části toku

Pramení na východních svazích masívu Sviní hory v pohoří Králický Sněžník v nadmořské výšce asi 870 m. Poměrně brzy opouští souvislé lesy Králického Sněžníku, ale i později většinou protéká zalesněným údolím a přibírá několik přítoků. Nakonec se u vsi Vlaské (dnes pouze část obce Malá Morava) zleva vlévá do Moravy v nadmořské výšce asi 440 m.